# دختر کوچک من (ترانه)
«دختر کوچک من» تک‌آهنگی از هنرمند اهل ایالات متحده آمریکا تیم مک‌گرا است که در سال ۲۰۰۶ میلادی منتشر شد.
این تک‌آهنگ در چارت‌های جزو ده ترانه اول قرار گرفت.